# Elizabeth Pease Nichol

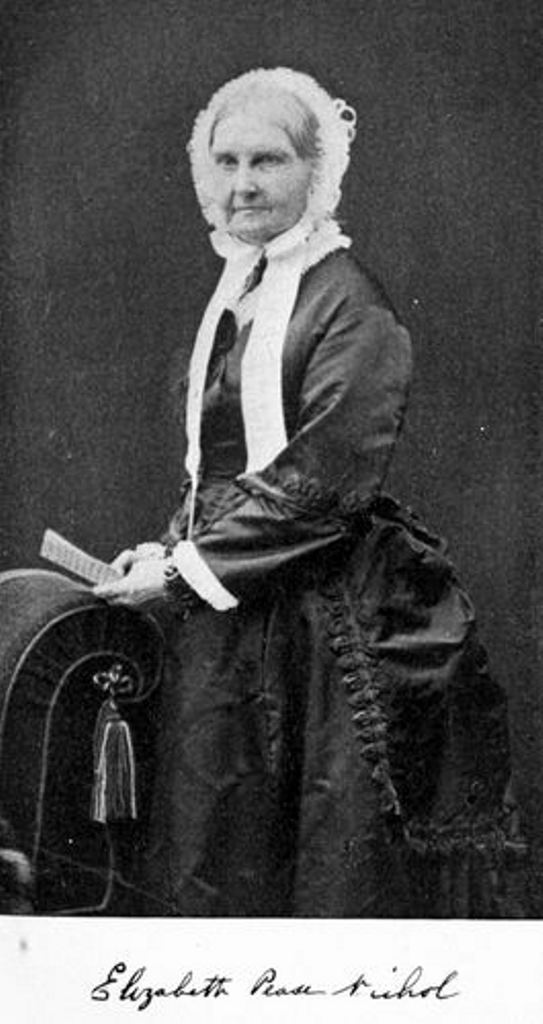
Elizabeth Pease Nichol

Elizabeth Pease Nichol (geboren 5. Januar 1807, Darlington, England – gestorben 3. Februar 1897, Edinburgh) war eine Abolitionistin, Rassentrennungsgegnerin, Frauenwahlrechtsaktivistin, Chartistin und Anti-Vivisektionistin im 19. Jahrhundert in Großbritannien. Sie war aktiv in der „Peace Society“, der Abstinenzbewegung und gründete die „Darlington Ladies Anti-Slavery Society“. 1853 heiratete sie Dr. John Pringle Nichol (1804–1859), Regius Professor der Astronomie an der University of Glasgow. Sie war eine der rund sechs Frauen, die in dem Gemälde der „World Anti-Slavery Convention“ von 1840 dargestellt sind.

## Biographie

### Frühes Leben
Elizabeth Pease wurde in Darlington, England, als Tochter des Joseph Pease und seiner Frau Elizabeth Beaumont geboren, die Mitglieder der Society of Friends (Quäker) waren. Ihr Vater war der Gründer der „Peace Society“. Die Quäker hatten strenge Ansichten über den Wert der Erziehung, sowohl für die Mädchen wie die Jungen. Elizabeth besuchte die Schule mit ihrem Bruder und ihren Cousins, als eine von nur zwei Mädchen in der Schule. Als diese schloss, wurde ihre Ausbildung zu Hause fortgesetzt, wo sie wegen der schlechten Gesundheit ihrer Mutter unterbrochen wurde. Elizabeth pflegte ihre Mutter schon in frühem Alter.

### Öffentliches Auftreten
Um 1837 übernahm Pease den Vorsitz der „Darlington Ladies Anti-Slavery Society“. Charles Stuart, ein Gegner der Sklaverei, der Vorträge hielt, ermutigte sie, eine Delegierte zu senden oder selbst bei der landesweiten Gesellschaft dabei zu sein, die von Joseph Sturge gegründet wurde. Pease wollte keine zusätzlichen öffentlichen Auftritte, da sie das Rampenlicht nicht schätzte. Sie wollte in ihrer Heimat für die Problemfelder arbeiten, die sie für wichtig hielt. 1838 publizierte sie zusammen mit Jane Smeal eine wichtige Kampfschrift, die den Titel Address to the Women of Great Britain trug. Dieses Dokument war ein Aufruf zum Handeln für die britischen Frauen, mit der Bitte, öffentlich zu sprechen und ihre eigenen Anti-Sklaverei-Organisationen zu bilden.

### Die 1840er Convention
Pease reiste 1840 nach London, um an der „World Anti-Slavery Convention“ teilzunehmen, die am 12. Juni begann. Gleichermaßen tat dies auch ihre Freundin Eliza Wigham, die die Sekretärin der „Edinburgh Ladies Anti-Slavery Society“ war. Bevor die Convention begann, traf sie sich mit den amerikanischen Aktivistinnen Lucretia Mott und Elizabeth Cady Stanton.
Vor der Eröffnung der Convention teilte der britische Organisator Sturge den sechs weiblichen Delegierten mit, dass sie keine Erlaubnis zur Teilnahme erhalten würden. Führende englische Mitglieder der „Anti-Sklaverei-Bewegung“ hatten ihn getadelt, dass diese „insane innovation, this woman-intruding delusion“ (deutsch: dass diese kranke Neuerung, diese Wahnvorstellung vom Eindringen der Frauen) erlaubt werden sollte. Zu dieser Zeit wurde von weiblichen Teilnehmern verlangt, dass sie in abgetrennten Teilbereichen, außerhalb der Einsicht durch die männlichen Delegierten, zu sitzen hätten. Die Situation spitzte sich zu, denn einige der männlichen Delegierten aus den Vereinigten Staaten unterstützten die Zulassung der Frauen zur Convention. Dazu gehörten George Bradburn, Wendell Phillips, James Mott, William Adam, Isaac Winslow, J. P. Miller und Henry B. Stanton. William Lloyd Garrison, der erst verspätet am 17. Juni ankam, weigerte sich, seinen Platz einzunehmen, wenn nicht die Frauen das gleiche Recht zur Teilnahme hätten.

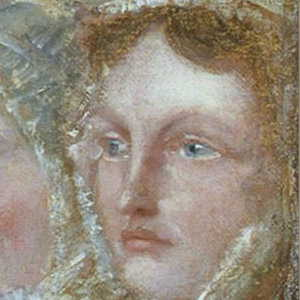
Ausschnitt aus dem Gemälde: Elizabeth Pease ist eine der dargestellten Frauen

Henry Grew, ein amerikanischer Baptist, sprach sich dafür aus, obwohl seine Tochter eine der Betroffenen war, dass Männer das Recht hätten, Frauen auszuschließen. Das Ergebnis war, dass die amerikanischen Frauen sich den britischen Beobachterinnen in einem abgegrenzten Bereich anschließen mussten; zu ihnen gehörten Lady Byron, Anne Knight und Pease.
Ein Gemälde, das dieses internationale Ereignis für die Nachwelt festhält, zeigt Pease am Rande des Bildes. Dieser „Event“ zog Delegierte aus den Vereinigten Staaten, Frankreich, Haiti, Australien, Irland, Jamaika und Barbados an, und natürlich aus Großbritannien. Mit Ausnahme von Mary Clarkson sind die Frauen ganz rechts am Rand porträtiert, kein Frauenkopf ist im Vordergrund. Pease nahm zusammen mit Anne Knight und mehreren anderen Freundinnen teil, aber nur Knight und Pease wurden aus ihrem Kreis für das Gemälde ausgewählt. Weitere ausgewählte Frauen waren Amelia Opie, Baroness Byron, Mary Anne Rawson, Mrs. John Beaumont, Elizabeth Tredgold, Mary Clarkson und ganz hinten Lucretia Mott.

### Frauenwahlrechtsbewegung
Nach dem Umzug nach Edinburgh wurde Elizabeth die Schatzmeisterin des Edinburgher Zweiges der „National Society for Women's Suffrage“. Eine Gruppe, in der sich auch Eliza und Jane Wigham befanden, hatte diesen Zweig in Edinburgh gegründet, Eliza und ihre Freundin Agnes McLaren wurden die Sekretärinnen, und Priscilla Bright McLaren war die Präsidentin.

## Heirat und Familie

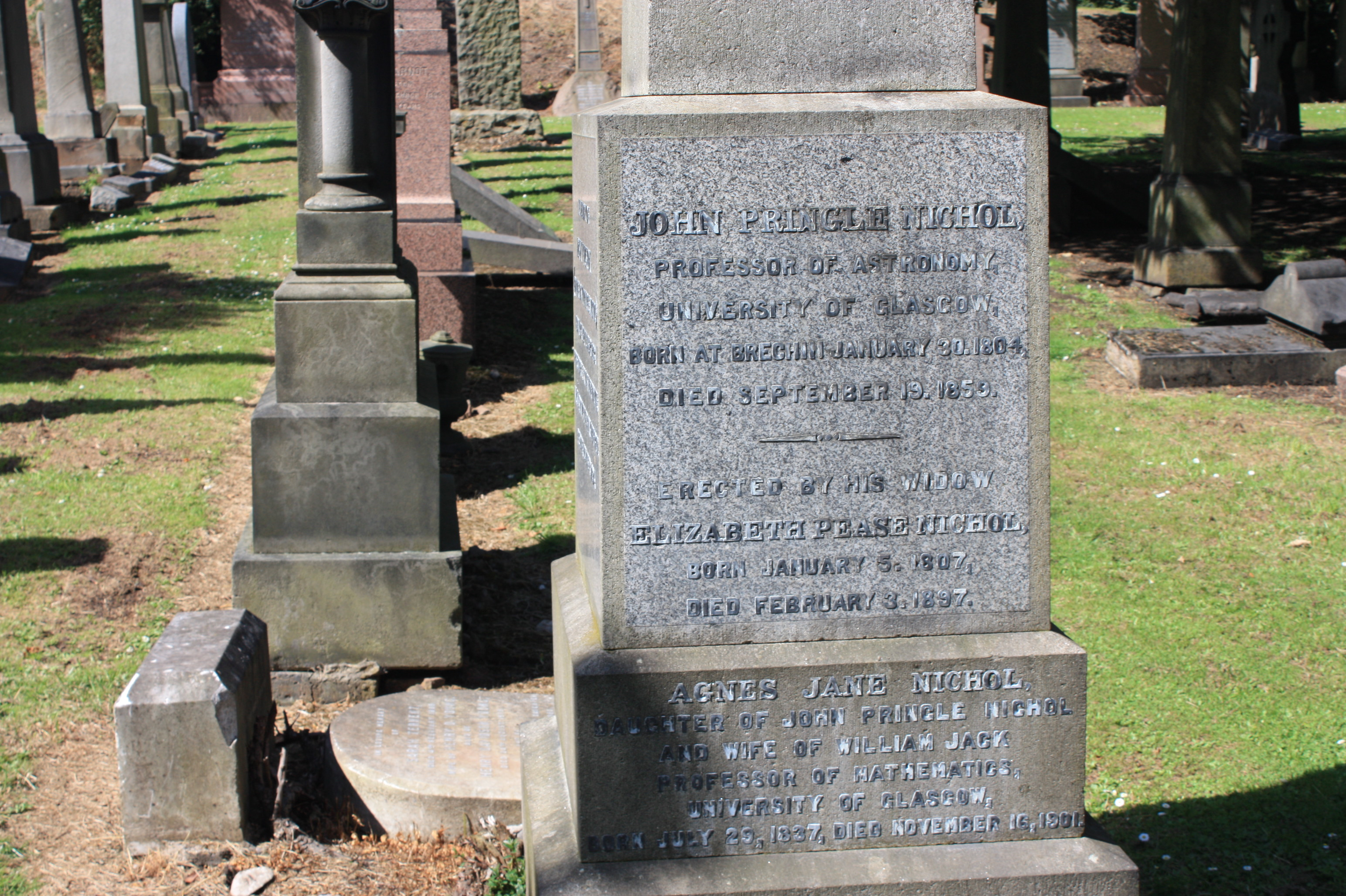
Grab von Elizabeth Pease Nichol, Grange Cemetery, Edinburgh

Im Jahr 1853 heiratete Elizabeth John Pringle Nichol (1804–1859), Regius Professor der Astronomie an der University of Glasgow. Sie zog nach Glasgow, um mit ihm zusammenzuleben. Ihre Familie war gegen die Heirat, da Nichol ein „Presbyterianer“ war. Gemäß den endogamen Regeln der Quäker musste Pease die „Society of Friends“ verlassen.
Nach seinem Tod zog sie nach Edinburgh und lebte in der Huntly Lodge im Stadtbezirk Merchiston. Elizabeth Pease Nichol starb im Alter von 90 Jahren, am 3. Februar 1897 zu Hause in der Huntly Lodge. Sie wurde an der Seite ihres Ehemannes im Grange Cemetery in Edinburgh bestattet.

## Gedenken nach dem Tode
Pease war eine der vier Frauen, die als mit Edinburgh eng verbunden angesehen wurden und 2015 der Gegenstand einer Kampagne von Lokalhistorikern waren. Die Historikergruppe versuchte, den „vergessenen Heldinnen“ der Stadt, nämlich Elizabeth Pease Nichol, Priscilla Bright McLaren, Eliza Wigham und Jane Smeal die nötige Anerkennung zukommen zu lassen.